# Asnæs (halvö, Själland)
Asnæs är en halvö på Själland i Danmark.   Den ligger i Kalundborgs kommun i Region Själland, i den sydöstra delen av landet, 100 km väster om Köpenhamn. 
Asnæs är cirka 10 km långt och ligger mellan Kalundborg Fjord och Jammerland Bugt.
På halvön ligger Asnæsverket, ett kombinerat kolkraftverk och oljekraftverk. Längre ut på halvön finns två skogar, Forskov och Vesterskov.